# اونیل بل
اونیل بل (انگلیسی: O'Neil Bell; ۲۹ دسامبر ۱۹۷۴ – ۲۵ نوامبر ۲۰۱۵) بوکسور اهل جامائیکا بود.